# St Tredwell’s Chapel

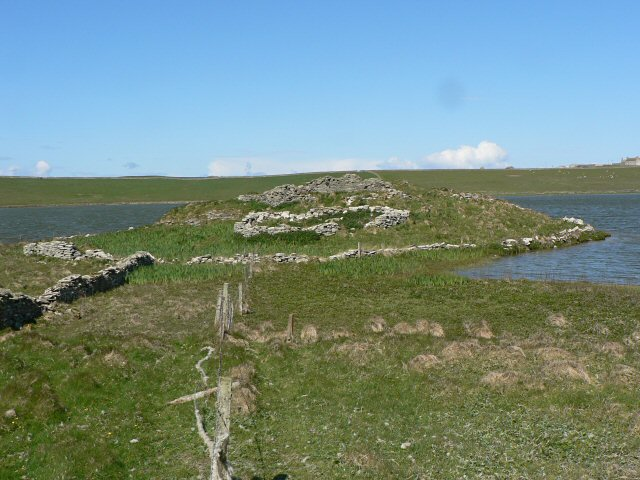
St Tredwell’s Chapel

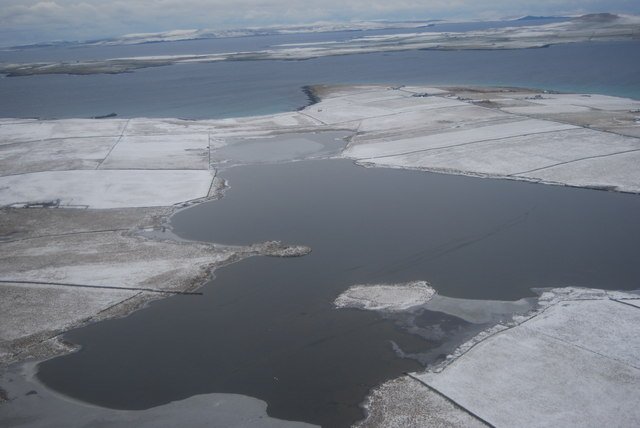
St Tredwell’s Loch Chapel – das Meer und der Holm of Papay im Hintergrund

St Tredwell’s Chapel ist ein zu Ruinen verfallener ehemaliger Wallfahrtsort auf einem etwa 4,5 m hohen Hügel auf einer kleinen Halbinsel im See St Tredwell’s Loch auf der Orkneyinsel Papa Westray (oder Papay) in Schottland.
Die Reste der etwa 35 Meter messenden spätmittelalterlichen Rundmauer liegen auf einem mit dem Land verbundenen eisenzeitlichen Crannóg, einschließlich eines Souterrains, das zu einem Broch aus der Eisenzeit gehört. Die Dicke der Mauern der Kapelle weist auf eine wichtige Einrichtung.
Der Legende nach war Triduana (nord. Trøllhaena) oder Tredwell eine der „heiligen Jungfrauen“, die 710 n. Chr. Bonifatius begleiteten. Der Piktenkönig Nechtan mac Der-Ilei verliebte sich in Triduana und lobte die Schönheit ihrer Augen. Sie sandte sie ihm auf einem Dorn aufgespießt. St Tredwell wurde in Schottland verehrt und Seen und Brunnen, die mit ihr assoziiert wurden, wurden gerühmt für die Heilung von Augenkrankheiten. Pilger aus ganz Orkney reisten nach Papay und suchten Heilung im St Tredwell’s Loch.
Die Kapelle wurde im Jahre 1870 von Sir H. Dryden untersucht, als ihre Mauern noch bis zu 6,0 Meter hoch waren. Der Innenraum von über 6,0 m Länge und etwa 4,4 m Breite wurde von William Traill 1880 vom Schutt befreit. Er fand unter der Kapelle 30 Kupfermünzen aus der Periode von Charles II. bis George III. (1660 bis 1820) zusammen mit einem weiblichen Skelett.
Unmittelbar außerhalb der Westwand fand W. Traill das etwa zehn Meter lange Souterrain mit mehreren Schlufen, einer Nebenkammer und einem Rundbau. Funde aus dieser Struktur einschließlich einer Steinkugel gehören zum Bestand des Tankerness House Museums. Die Öffnung ist heute von Schutt blockiert. Es war wahrscheinlich Teil des Komplexes der späten Eisenzeit, auf dessen Trümmern die Kapelle erbaut wurde. Es ist möglich, dass ein Broch von etwa elf Metern Durchmesser den Kern des Hügels bildet. Ein paar Meter nördlich der Kapelle liegen die Fundamente zweier kleiner Gebäude unbestimmter Zeit.
Südlich der Kapelle teilt „The Gaisty“ (auch Gunnan Gairsty), ein teilweise gut erhaltener „Treb Dyke“, die Insel in ungleich große Hälften.